# Turbina a vite di Archimede

Turbina a vite di Archimede

La turbina a vite di Archimede, nota anche come coclea, è un dispositivo meccanico atto a trasformare l'energia potenziale di un liquido in energia meccanica. Un esempio di applicazione è la trasformazione dell'energia potenziale dell'acqua al livello monte in energia meccanica. Essa è comparabile alla ruota idraulica, con massimi rendimenti di circa 85%, comparabile ai rendimenti delle ruote idrauliche (ruote dall'alto 85%, dal fianco 75%, dal basso 85%). La turbina è costituita da un rotore tubolare con saldata una vite senza fine, che ruota in un contenitore metallico semicircolare chiamato trogolo. Il liquido scorre nella turbina e, per gravità, spinge la spirale, che ha funzione di pala, facendo ruotare la turbina sul suo asse. Questa caratteristica la identifica anche come turbina a gravità, poiché è il peso dell'acqua (spinta idrostatica) e generare il movimento. Ciò consente a questa tipologia di turbine di operare senza necessità di essere intubate, ma utilizzando corsi d’acqua a pelo libero. L‘acqua fluisce liberamente dall'imbocco a monte fino allo scarico a valle. Il movimento rotatorio della turbina viene trasformato in energia elettrica attraverso l'applicazione in serie, di un moltiplicatore e di un alternatore. 

## Storia
La turbina a vite è una macchina semplice che trae origine da un'altra macchina, la vite di Archimede, utilizzata per sollevare fluidi ed inventata da Archimede di Siracusa (287-212 aC.). Nel 1819 l'ingegnere francese Claude-Louis Navier (1785-1836) prospettò l‘utilizzo della vite di Archimede quale variante tipologica della ruota idraulica. Nel 1922 William Moerscher brevettò la turbina a vite idrodinamica negli Stati Uniti. Il primo brevetto europeo è del tedesco Karl-August Radlik nel 1997, a cui sono seguite alla fine degli anni novanta una serie di installazioni industriali. Attualmente si contano diversi siti equipaggiati con questa tipologia di turbina in piccole centrali idroelettriche in Europa.